# آکیاک (آلاسکا)
آکیاک (به انگلیسی: Akiak) شهری در ناحیه سرشماری بتل ایالت آلاسکا است که جمعیت آن در سرشماری سال ۲۰۰۰ میلادی ۳۰۹ نفر بوده‌است.